# 節折
| 宮中祭祀の主要祭儀一覧             |
| 四方拝・歳旦祭                     |
| 元始祭                             |
| 奏事始                             |
| 昭和天皇祭（先帝祭）               |
| 孝明天皇例祭（先帝以前三代の例祭） |
| 祈年祭                             |
| 天長祭（天長節祭）                 |
| 春季皇霊祭・春季神殿祭             |
| 神武天皇祭・皇霊殿御神楽           |
| 香淳皇后例祭（先后の例祭）         |
| 節折・大祓                         |
| 明治天皇例祭（先帝以前三代の例祭） |
| 秋季皇霊祭・秋季神殿祭             |
| 神嘗祭                             |
| 新嘗祭                             |
| 賢所御神楽                         |
| 大正天皇例祭（先帝以前三代の例祭） |
| 節折・大祓                         |

節折（よおり）は、宮中祭祀のひとつ。毎年6月と12月の晦日に行われる。御贖の儀（みあがのぎ）ともいう。
6月と12月の晦日には宮中にて大祓が行われるが、この日の夜に天皇、皇后、皇太子のために斎行される祓いの儀式である。
神祇官がすすめる小竹9本を使い、身長および両肩から足まで、胸から左右の手先まで、左右の腰から足まで、左右の膝から足までのそれぞれの長さを測り、その箇所を折ることから「節折」の名がある。こののち神祇官の宮主が祓いをした。